# Antro della Sibilla
L'Antro della Sibilla è una galleria artificiale di epoca greco-romana, rinvenuta a seguito degli scavi archeologici dell'antica città di Cuma: viene identificato come il luogo all'interno del quale la Sibilla Cumana operava e divulgava i suoi oracoli.

## Storia e descrizione

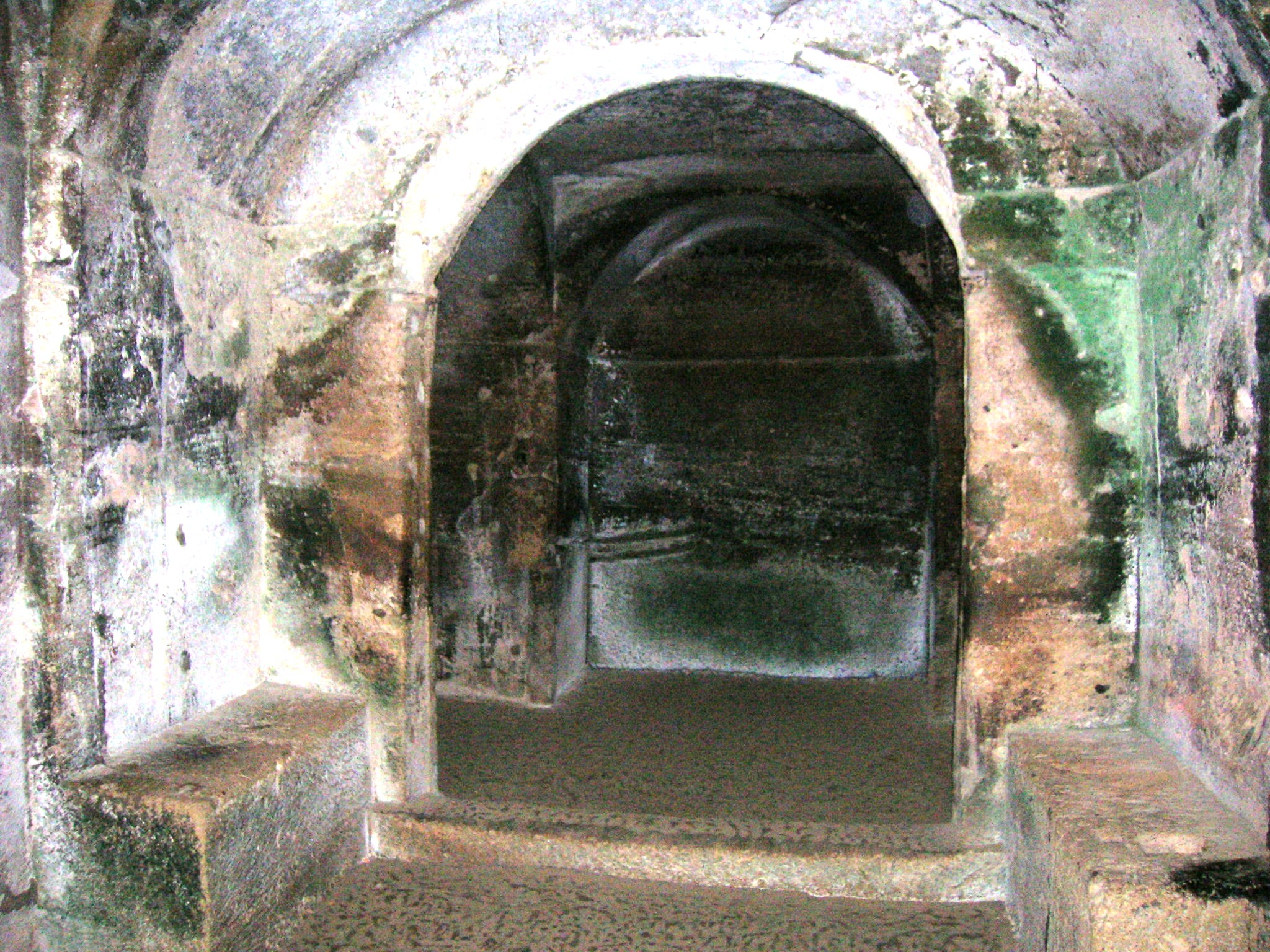
La stanza della Sibilla Cumana

La data di costruzione è alquanto incerta: secondo Amedeo Maiuri venne realizzata tra il VII ed il VI secolo a.C., come testimoniato dal tipo di taglio della pietra tufacea a forma trapezoidale, mentre altri indicano il periodo della sua costruzione tra il X ed il IV secolo a.C.; secondo la tradizione era questo il luogo nel quale risiedeva la Sibilla Cumana, famosa per i suoi oracoli e per essere citata nell'Eneide di Publio Virgilio Marone, il quale descrive un luogo proprio simile all'antro: nei pressi dell'ingresso sono infatti poste due lapidi in marmo che riportano tale descrizione; altri studiosi hanno invece ipotizzato che si trattasse semplicemente di una struttura militare con scopo difensivo per la città ed il porto sottostante. La galleria subì dei rimaneggiamenti in età romana, in particolar modo in epoca augustea e durante la dominazione bizantina: venne quindi abbandonata a seguito dello spopolamento di Cuma a partire dal XIII secolo e ritrovata ed esplorata solo nel 1932 dall'archeologo Amedeo Maiuri.
L'antro, crollato nella parte iniziale, è interamente scavato nel tufo ed ha un andamento perfettamente rettilineo, anche se tende a scendere verso la parte terminale: ha una forma trapezoidale nella parte superiore, stratagemma antisismico utilizzato dai greci, e rettangolare in quella inferiore, frutto dell'abbassamento del piano di calpestio durante il periodo augusteo; l'intera struttura è quindi lunga centotrentuno metri, alta cinque e larga due e mezzo. Lungo la parete ovest, ad intervalli regolari, con la stessa forma dell'antro, furono realizzate dai romani nove aperture, di cui tre murate, con lo scopo di illuminare l'ambiente, per permettere il ricambio dell'aria e raggiungere il terrazzamento sul quale erano posizionate le macchine da guerra; sulla parete est si apre una stanza che dà accesso a sua volta a tre ambienti, con pavimento ribassato, utilizzati come cisterne e poi come luogo di sepoltura, così come tutto il resto della struttura: lungo lo stesso lato è una piccola stanza, con un sedile in pietra, anche se a causa del soffitto ribassato è impossibile sedersi e la sua funzione rimane quindi sconosciuta. L'antro termina con una sala con volta piatta, nella quale si aprono tre nicchie: quella sul lato est serve per illuminare l'ambiente, quella sul lato sud è a fondo cieco e quella sul lato ovest ha le dimensioni di un cubicolo, con forma tripartita e preceduta da un vestibolo probabilmente protetto da un cancello di cui si notano ancora i fori degli stipiti nella parete e secondo la tradizione sarebbe proprio questa la stanza dove risiedeva la Sibilla, anche se la sua costruzione risale probabilmente all'età tardo imperiale.